# Stenaoplus khasianus
Stenaoplus khasianus är en stekelart som först beskrevs av Cameron 1903.  Stenaoplus khasianus ingår i släktet Stenaoplus och familjen brokparasitsteklar. Inga underarter finns listade i Catalogue of Life.